# Karen Brancourt
Karen Brancourt   (valor desconegut, 15 de març de 1962) és una ex-remadora australiana que va competir durant la dècada de 1980.
El 1984 va prendre part en els Jocs Olímpics de Los Angeles, on guanyà la medalla de bronze en la competició del quatre amb timoner del programa de rem. Formà equip amb Susan Chapman, Margot Foster, Robyn Grey-Gardner i Susan Lee.